# Pero nucleata
Pero nucleata là một loài bướm đêm trong họ Geometridae.